# Théâtre de l'Ancre
Le théâtre de l’Ancre est une salle de spectacle fondée en 1967 et située à Charleroi, rue de Montigny.

## Historique
En 1967, le théâtre de l’Ancre est créé par trois amateurs : Jacques Fumière, Eric Sustendal et Jean-Michel Thibault.
Lors de la pandémie de Covid-19, des spectacles initialement prévus en salle devant un public ne peuvent pas avoir lieu à cause des confinements. Certains sont donc diffusés sur la plateforme YouTube comme notamment Le Grand Feu.